# 米国小児科学会
米国小児科学会（べいこくしょうにかがくかい、英語: American Academy of Pediatrics, AAP）は、アメリカ合衆国における最大の小児科学分野の学会。殆どのアメリカ人小児科医が会員となっており、全ての乳幼児、青少年のために最適な体や心の健康、社会的な健全さ、幸福を実現することを使命とする。

## 会員数
アメリカ合衆国、カナダ、メキシコ、その他多くの国に約67000人の会員がいる。正規のフェロー（Fellow of the American Academy of Pediatrics, FAAP）になるには認定を受ける必要がある。

## 歴史
1930年に子どもを専門とする35人の小児科医により非営利団体として設立された。1948年、Pediatrics誌の創刊号を刊行。